# Државна потрошња
Државна потрошња  је потрошња коју врши влада неке земље на колективне или индивидуалне потребе и потребе јавних добара и јавних услуга, као што су пензије, здравство, безбедност, инфраструктура, итд . До 19. века јавна потрошња је била ограничена због да лаиссез фаире филозофије. У 20. веку, Џон Мејнард Кејнс је тврдио да је улога јавне потрошње кључна у одређивању нивоа прихода и дистрибуције упривреда . Јавни расходи играју важну улогу у привреди јер успостављају фискалну политику и обезбеђују јавна добра и услуге за домаћинства и фирме.
Главни извори државних прихода укључују порезе и непореске приходе.

## Теорије јавне потрошње
У јавној економији постоји неколико теорија опорезивања. Владе на свим нивоима (националном, регионалном и локалном) треба да прикупе приходе из различитих извора како би финансирале расходе јавног сектора. Детаљи опорезивања се руководе два принципа: ко ће имати користи, а ко може да плати. Јавни расходи су издаци за развојне и неразвојне активности као што су изградња путева и брана и друге активности.
Принцип максималне друштвене предности
Порези (државни приходи ) и државни расходи су два алата. Ни једно ни друго није добро за друштво, већ мора бити уравнотежено да би се постигла максимална друштвена корист. Далтон је овај принцип назвао „максималним друштвеним предностима“, а Пигу га је назвао „максималним укупним благостањем “.
Далтонов принцип максималне друштвене предности – максимално задовољство треба постићи успостављањем равнотеже између јавних прихода и расхода владе. Економско благостање се постиже када је гранична корисност расхода = гранична неупотребљивост опорезивања. Он објашњава овај принцип позивајући се на:
1. Максимална социјална давања (МСБ)
2. Максималну друштвена жртва (МСС)

Увео га је шведски економиста „ Ерик Линдахл 1919. године“. Према његовој теорији, утврђивање јавних расхода и опорезивања одвијаће се на основу јавних преференција које ће оне саме открити. Трошкове набавке добра ће сносити људи. Порез који ће платити откриће они према својим могућностима.

## Историја
Прије Првог свјетског рата
Крајем 19. века просечна јавна потрошња износила је око 10 процената БДП-а. У САД је био само 7 одсто, ау земљама попут Велике Британије, Немачке или Холандије није прелазио износ од 10 одсто. Аустралија, Италија, Швајцарска и Француска имале су јавну потрошњу преко 12 одсто БДП-а. Сматрало се да је то значајно учешће владе у економији. Овај просечан удео јавних расхода порастао је на скоро 12 процената пре почетка Првог светског рата. Због ишчекивања Првог светског рата, удео је брзо растао у Аустрији, Француској, Уједињеном Краљевству или Немачкој.
Утицај Првог свјетског рата и међуратног периода
Први светски рат је изазвао глобални раст учешћа јавних расхода у БДП-у. У Великој Британији, Немачкој, Италији и Француској, које су биле веома погођене ратом, учешће јавних расхода је чак премашило 25 одсто. У међуратном периоду просечно учешће јавних расхода је још увек у благом порасту. Сједињене Државе су повећале своју јавну потрошњу Њу дилом. Друге владе су такође повећале јавну потрошњу како би створиле више радних места. Повећање је убрзано ишчекивањем Другог светског рата у другој половини 30-их година у европским земљама. Године 1937. износ просечног учешћа јавних расхода био је између 22 и 23 процента, двоструко више него пре Првог светског рата. Међутим, поштено је напоменути да је део овог повећања учешћа јавних расхода био узрокован падом БДП-а. Већина индустријализованих земаља је пре Другог светског рата имала БДП преко 15 одсто. Само Аустралија, Норвешка и Шпанија имале су мање од 15 одсто БДП-а.
Други свјетски рат и послератни период
Од почетка Првог светског рата до 1960. просечно учешће јавних расхода у БДП-у полако се повећавало са 22 на 28 процената. Највећи део овог повећања дат је растом војних расхода изазваним Другим светским ратом. Шпанија, Швајцарска и Јапан имали су јавну потрошњу и даље испод 20 процената свог БДП-а.
Друга половина 20. вијека
Просечна јавна потрошња, као удео у БДП-у, брзо је порасла између 1960. и 1980. године са око 28 на 43 процента. Ниједна индустријска земља није имала овај удео испод 30 процената 1980. У Белгији, Шведској и Холандији је био чак и преко 50 процената. У последње две деценије 20. века удео јавних расхода је растао, али је раст значајно успорен. У 1996. години просечна јавна потрошња је била око 45 процената, што је у поређењу са периодом 1960-1980. спор раст у односу на 1980. годину. Током периода 1980-1996. удео јавних расхода је чак опао у многим земљама, на пример у Уједињеном Краљевству, Белгији, Холандији итд.
Данас
Од касних 1980-их, однос просечне јавне потрошње према БДП-у полако расте. Једине индустријализоване земље које су значајно смањиле су Нови Зеланд, Ирска и Норвешка. Један од разлога је растући скептицизам према владиној интервенцији у економији.

## Узроци раста државне потрошње
Неколико је фактора који су довели до енормног повећања јавне потрошње током година
1) Одбрамбени расходи због модернизације одбрамбене опреме од стране морнарице, војске и ваздухопловства да би се земља припремила за рат или ради превенције раста јавних расхода.
2) Раст становништва – Повећава се са повећањем становништва, потребно је више улагања од стране владе у закон и ред, образовање, инфраструктуру, итд. Потребна су улагања у различитим областима у зависности од различите старосне групе.
3) Социјалне делатности – социјална заштита, пензије итд.
Пружање јавних и комуналних услуга – пружање основних јавних добара које даје влада (њихово одржавање и постављање) као што је превоз.
Убрзање привредног раста – у циљу подизања животног стандарда људи.
Пораст цена – виши ниво цена приморава владу да троши већи износ на куповину добара и услуга.
Повећање јавних прихода – са порастом јавних прихода влада је дужна повећати јавну потрошњу.
Међународна обавеза – одржавање социо-економских обавеза, културна размена итд. (ово су индиректни трошкови владе)
4) Ратови и друштвене кризе – борбе међу људима и заједницама, дуготрајна суша или незапосленост, земљотрес, урагани или торнада могу довести до повећања јавних расхода једне земље. То је зато што ће укључити владе да поново планирају и додијеле средства за финансирање реконструкције.
5) Стварање супернационалних организација – нпр. Уједињене нације, НАТО, Европска заједница и друге мултинационалне организације које су одговорне за пружање јавних добара и услуга на међународној основи, морају се финансирати из средстава које су уплатиле државе чланице, чиме се повећава њихова јавна потрошња.
6) Страна помоћ – Прихватање од стране богатијих индустријализованих земаља њихове одговорности да помогну сиромашним земљама у развоју каналисало је део повећане јавне потрошње земље донатора у програме иностране помоћи.
7) Инфлација – Ово је општи раст нивоа цена роба и услуга. Повећава трошкове свих активности јавног сектора и самим тим главни фактор раста новчане јавне потрошње.

## Композиција
Јавни расходи се могу поделити на категорије ЦОФОГ (Класификација функција владе) цетрис пари бус. Те категорије су
1. Социјална заштита – пензије, субвенције за породицу и децу, субвенције за незапослене, истраживање и развој (истраживање и развој) социјалне заштите.
2. Здравствено - јавне здравствене услуге, медицински производи, медицински апарати и опрема, болничке услуге, истраживање и развој здравствене заштите .
3. Опште јавне службе - извршни и законодавни органи, финансијски и фискални послови, спољни послови, инострана економска помоћ, трансакције јавног дуга, истраживање и развој у вези са општим јавним услугама
4. Образовање – предшколско, основно, средње, терцијарно образовање, истраживање и развој образовања итд.
5. Економски послови - општа привреда, пољопривреда, гориво и енергетика, комерцијални и радни послови, шумарство, рибарство и лов, рударство, производња, саобраћај, комуникације итд.
6. Јавни ред и безбедност - полиција, ватрогасне службе, судови, затвори итд.
7. Одбрана - војна одбрана, цивилна одбрана, страна војна помоћ.
8. Рекреација, култура и религија – Рекреативне и спортске услуге, културне услуге, услуге емитовања и издаваштва, верске службе итд.
9. Заштита животне средине - управљање отпадом, смањење загађења, заштита биодиверзитета и пејзажа итд.
10. Стамбене и комуналне услуге - стамбени развој, комунални садржаји, водоснабдевање, улична расвета итд.[5]

Европска унија
Јавни расходи су представљали 46,7 одсто укупног БДП-а Европске уније у 2018. Земље са највећим процентом јавне потрошње биле су Француска и Финска са 56, односно 53 одсто. Најмањи проценат имала је Ирска са само 25 одсто свог БДП-а. Међу земљама Европске уније, најважнија функција у јавној потрошњи је социјална заштита. Скоро 20 одсто БДП-а Европске уније отишло је на социјалну заштиту у 2018. Највећи удео имале су Финска и Француска, обе око 24 одсто БДП-а. Земља са најмањим издацима за социјалну заштиту у процентима свог БДП-а била је Ирска са 9 процената. Друга највећа функција у јавној потрошњи су издаци за здравство. Општа државна потрошња на здравство у Европској унији била је преко 7 одсто БДП-а у 2018. Земља са највећим уделом здравствених расхода у 2018. Данска са 8,4 одсто. Најмањи проценат имао је Кипар са 2,7 одсто. Опште јавне услуге су имале 6 одсто укупног БДП-а Европске уније у 2018. години, образовање око 4,6 одсто, а све остале категорије мање од 4,5 одсто БДП-а.

## Принципи који регулишу државну потрошњу
Правила или принципи који регулишу политику расхода владе називају се канонима јавне потрошње. Финдлаи Схиррас је поставио следећа четири канона јавне потрошње:
1. Канон користи – јавна потрошња се мора вршити на начин да доноси највећу друштвену корист.
2. Канон економије – каже да економија не значи шкртост. Јавни расходи морају бити продуктивни и ефикасни.
3. Канон санкције – јавна потрошња не би требало да се врши без санкције надлежног органа.
4. Канон вишка – јавну потрошњу треба вршити на начин да се избегне дефицит. Влада мора припремити буџет да створи суфицит.
5. Канон еластичности- каже да би требало да буде довољно простора у политици расхода. Влада треба да буде у могућности да га повећава или смањује према периоду.
6. Канон продуктивности – јавна потрошња треба да подстиче производну ефикасност привреде.
7. Канон правичне расподеле – политика расхода треба да минимизира неједнакости и треба да буде осмишљена на начин да користи сиромашнијим слојевима.[7]